# タジク語版ウィキペディア
タジク語版ウィキペディア（タジクごばんウィキペディア、タジク語: Википедияи Тоҷикӣ）は、オンライン百科事典「ウィキペディア」のタジク語版である。

## 歴史
- 2004年1月27日 タジク語版ウィキペディアが開始

## 記事数
- 2019年12月20日、10万項目を突破する。